# (207931) Weihai
(207931) Weihai est un astéroïde de la ceinture principale.

## Description
(207931) Weihai est un astéroïde de la ceinture principale. Il fut découvert le 24 décembre 2008 à Weihai par l'université du Shandong. Il présente une orbite caractérisée par un demi-grand axe de 2,59 UA, une excentricité de 0,05 et une inclinaison de 2,6° par rapport à l'écliptique.

## Compléments